# Вильри
Вильри́ (фр. Villery) — коммуна во Франции, находится в регионе Шампань — Арденны. Департамент — Об. Входит в состав кантона Буйи. Округ коммуны — Труа.
Код INSEE коммуны — 10425.
Коммуна расположена приблизительно в 145 км к юго-востоку от Парижа, в 95 км южнее Шалон-ан-Шампани, в 15 км к югу от Труа.

## Население
Население коммуны на 2008 год составляло 276 человек.
| 1962 | 1968 | 1975 | 1982 | 1990 | 1999 | 2008 |
| ---- | ---- | ---- | ---- | ---- | ---- | ---- |
| 118  | 136  | 260  | 313  | 292  | 287  | 276  |

## Экономика

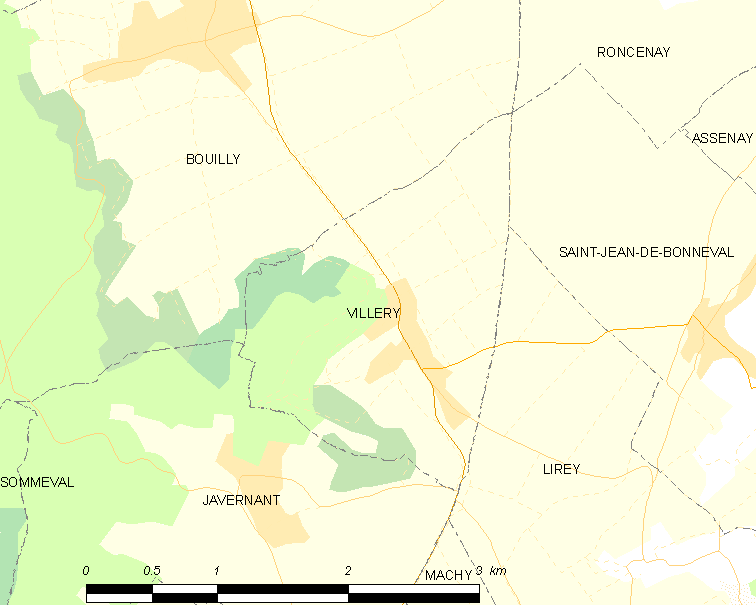
Карта коммуны

В 2007 году среди 159 человек в трудоспособном возрасте (15—64 лет) 112 были экономически активными, 47 — неактивными (показатель активности — 70,4 %, в 1999 году было 66,7 %). Из 112 активных работали 105 человек (52 мужчины и 53 женщины), безработных было 7 (3 мужчины и 4 женщины). Среди 47 неактивных 11 человек были учениками или студентами, 25 — пенсионерами, 11 были неактивными по другим причинам.